# NGC 11
NGC 11 là một thiên hà xoắn ốc tại chòm sao Tiên Nữ, tại xích kinh 00h 08m 42.5s; xích vĩ +37° 26′ 53″; dưới tọa độ J2000.0.